# Laze pri Oneku
Laze pri Oneku so naselje v občini Kočevje.